# القمة الخليجية 1997 (الكويت)
قمة مجلس التعاون الخليجي 1997 أو القمة الخليجية 18 هي قمة قادة دول مجلس التعاون لدول الخليج العربية عقدت في 20 ديسمبر 1997 في دولة الكويت برئاسة صاحب السمو الشيخ جابر الأحمد الجابر الصباح أمير دولة الكويت.

## القادة المشاركين

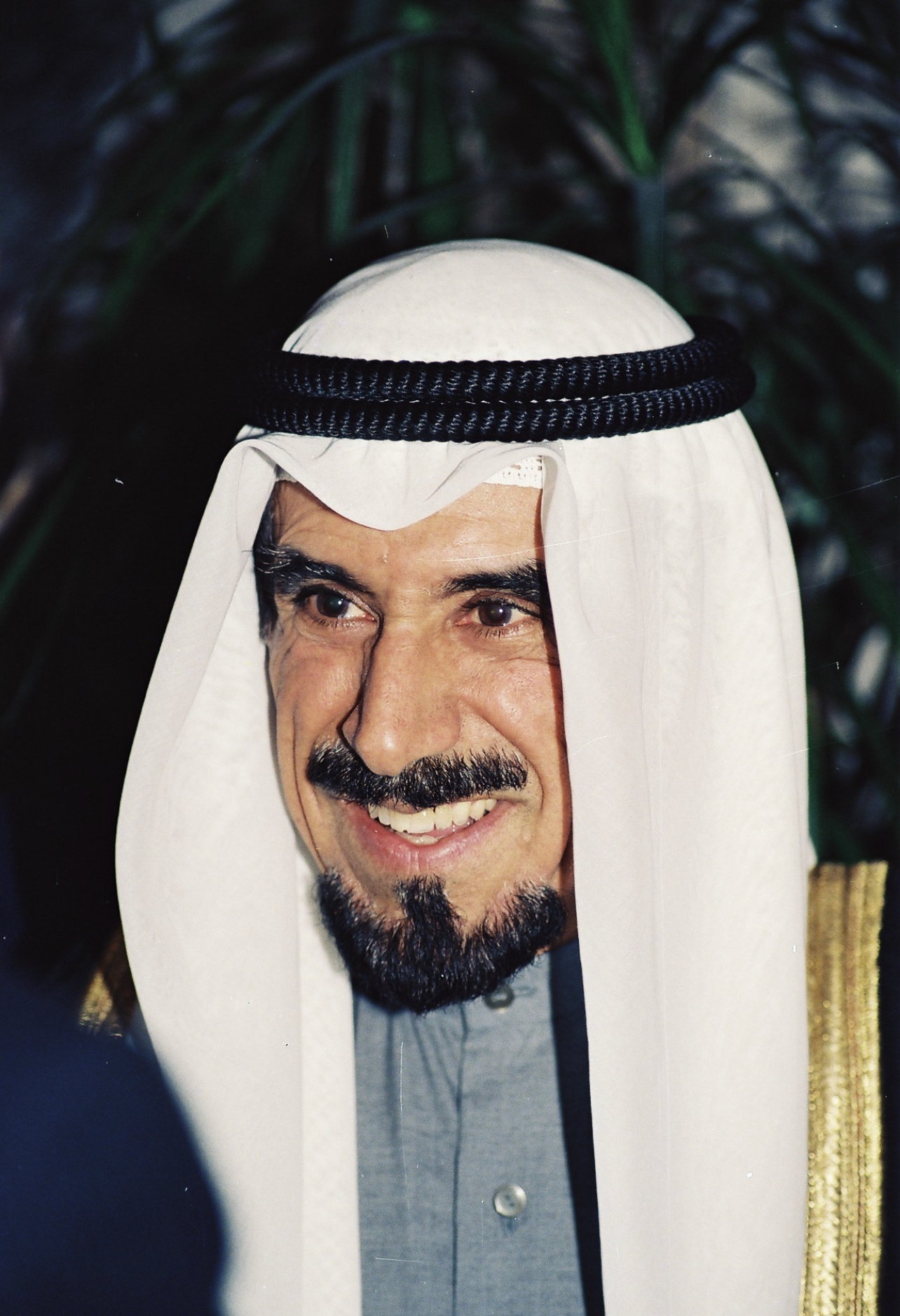
دولة الكويت صاحب السمو الشيخ جابر الأحمد الجابر الصباح أمير دولة الكويت (رئيس الإجتماع)
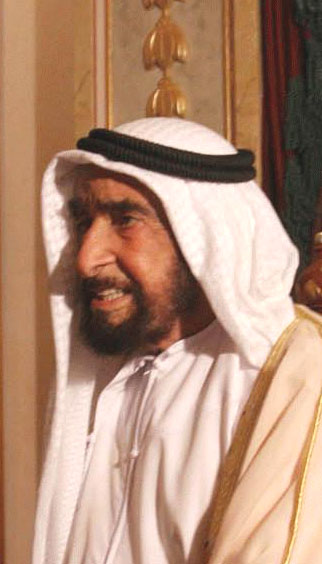
دولة الإمارات العربية المتحدة صاحب السمو الشيخ زايد بن سلطان آل نهيان رئيس دولة الإمارات العربية المتحدة
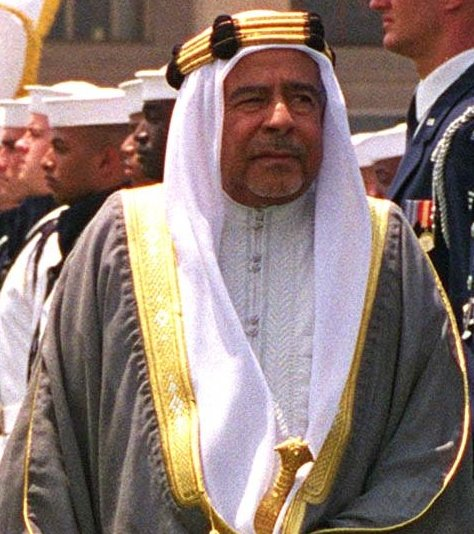
دولة البحرين صاحب السمو الشيخ عيسى بن سلمان آل خليفة أمير دولة البحرين
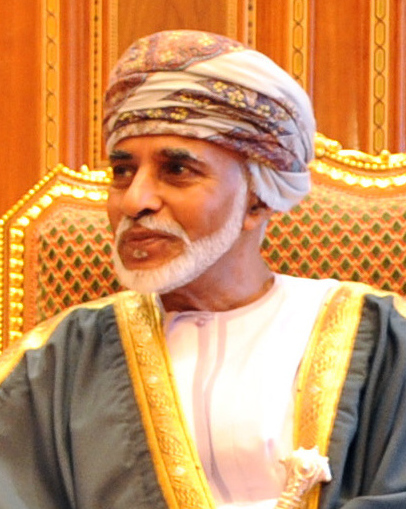
سلطنة عمان صاحب الجلالة السلطان قابوس بن سعيد آل سعيد سلطان عمان
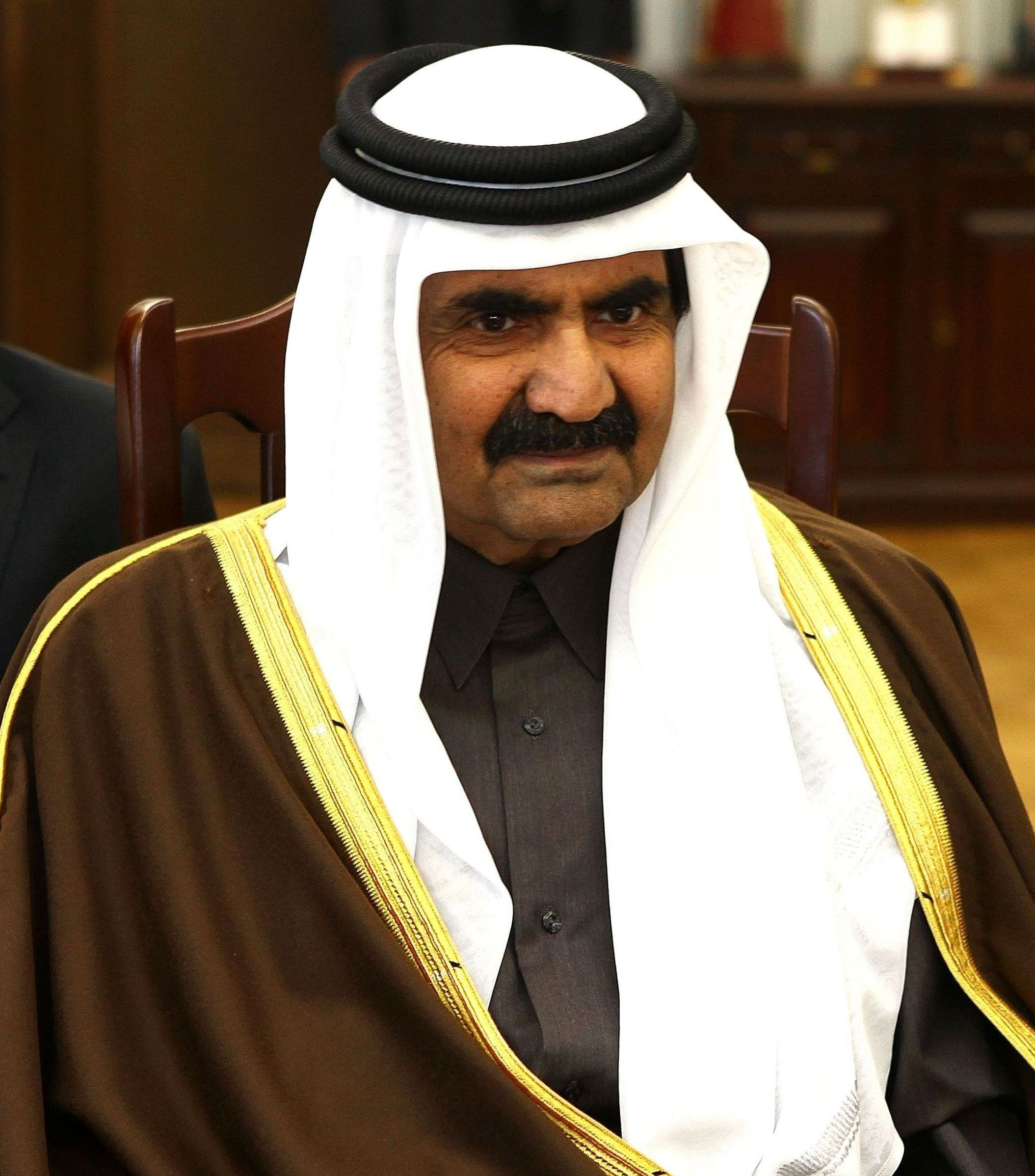
دولة قطر صاحب السمو الشيخ حمد بن خليفة آل ثاني أمير دولة قطر
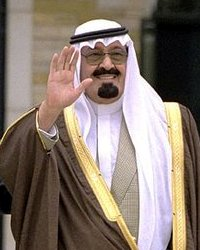
المملكة العربية السعودية صاحب السمو الملكي الأمير عبدالله بن عبدالعزيز آل سعود ولي العهد نائب رئيس مجلس الوزراء رئيس الحرس الوطني
الأمانة العامة لمجلس التعاون الخليجي معالي الشيخ جميل بن إبراهيم الحجيلان أمين عام مجلس التعاون لدول الخليج العربية